# Radičević
Radičević (en serbe cyrillique : Радичевић) est une localité de Serbie située dans la province autonome de Voïvodine. Elle fait partie de la municipalité de Bečej dans le district de Bačka méridionale. Au recensement de 2011, elle comptait 1 091 habitants.
Radičević est officiellement classé parmi les villages de Serbie.

## Démographie

### Évolution historique de la population
| 1948 | 1953  | 1961  | 1971  | 1981  | 1991  | 2002  | 2011  |
| ---- | ----- | ----- | ----- | ----- | ----- | ----- | ----- |
| 607  | 1 060 | 1 198 | 1 155 | 1 117 | 1 250 | 1 332 | 1 091 |

|  |